# Suipacha (kommunhuvudort)
Suipacha är en kommunhuvudort i Argentina.   Den ligger i provinsen Buenos Aires, i den centrala delen av landet, 120 km väster om huvudstaden Buenos Aires. Suipacha ligger 48 meter över havet och antalet invånare är 8 403.
Terrängen runt Suipacha är mycket platt. Trakten är glest befolkad.